# 人吉駅
人吉駅（ひとよしえき）は、熊本県人吉市中青井町にある、九州旅客鉄道（JR九州）の駅である。楽チャリ設置駅。
くま川鉄道との共同使用駅であるが、同社の駅は人吉温泉駅（ひとよしおんせんえき）と称する。命名権による副名称が付され、神城文化の森人吉温泉駅（しんじょうぶんかのもりひとよしおんせんえき）と称している。人吉温泉駅の駅番号は1。

## 概要
熊本県球磨地方の主要都市である人吉市の代表駅であり全列車が停車する。JR九州の肥薩線と、くま川鉄道の湯前線の2路線が乗り入れており、湯前線は当駅が起点である。かつては湯前線も日本国有鉄道（国鉄）・JR九州が管轄していたが、1989年（平成元年）にくま川鉄道に経営移管されて、当駅はJR九州とくま川鉄道の共同使用駅となった。くま川鉄道の駅は「SL人吉」の運転開始に伴い、2009年（平成21年）4月1日に「人吉温泉駅」に改称された。
肥薩線の運行上の拠点となる駅で、ほとんどの列車が当駅を発着している。平成28年3月26日に行われたダイヤ改正で「いさぶろう1号」「しんぺい4号」及び上下普通列車各一本が吉松駅 - 八代駅・熊本駅間で直通運転を行うようになり、当駅が途中駅となる列車も存在する（ただし、直通する普通列車については当駅を境に列車番号が変わる）。八代市や熊本市方面からの観光利用が多い八代方面は特急列車が運行されるなど比較的本数が多いが、宮崎県・鹿児島県との県境の山間部を通る当駅 - 吉松駅間は観光列車「いさぶろう・しんぺい」を含めて1日3往復のみの運転である。
湯前線の列車は国鉄・JR九州時代、第三セクター化後の初期には八代方面との直通運転があったが、現在はすべて当駅 - 湯前駅間のみの運行となっている。
かつては特急「おおよど」、急行「えびの」、「くまがわ」、近年も特急「くまがわ」、「九州横断特急」など様々な優等列車が当駅に停車していたが、2016年3月26日ダイヤ改正で優等列車が全て廃止され、快速列車と普通列車のみの停車駅となった。
その後、2017年春頃より新しい観光特急列車「かわせみ　やませみ」が熊本駅 - 当駅で運行されている。さらに2018年3月17日のダイヤ改正で鹿児島本線直通の快速列車が廃止され、肥薩線の運行本数の見直しや時刻の繰り上げ繰り下げが行われた。ただし、朝の普通列車1本は終点の八代駅で列車番号を切り替えて快速列車（熊本行き）となる。

## 歴史

### 年表
- 1908年（明治41年）6月1日：八代 - 当駅間延伸に伴い帝国鉄道庁が開設[2]。
- 1909年（明治42年）11月21日：鹿児島本線（当駅 - 吉松）延伸により全通。
- 1924年（大正13年）3月30日：湯前線開業（当駅 - 湯前）。
- 1927年（昭和2年）10月17日：鹿児島本線海岸ルート全通により当駅を含む八代駅 - 鹿児島駅間が分離され肥薩線所属駅となる[6]。
- 1977年（昭和52年）3月：現3代目駅舎完成。
- 1985年（昭和60年）3月14日：荷物の取扱を廃止する[7]。
- 1986年（昭和61年）11月1日：肥薩線に電子閉塞装置導入[8]。
- 1987年（昭和62年）4月1日：国鉄分割民営化により九州旅客鉄道が継承[8]。
- 1989年（平成元年）10月1日：湯前線がくま川鉄道に転換[8][9]。
- 1997年（平成9年）11月17日：駅前にからくり時計が設置される[10]。
- 2004年（平成16年）3月13日：特急「九州横断特急」運転開始。それに伴い、急行「くまがわ」が特急に格上げされた[8]。
- 2007年（平成19年）11月30日：人吉機関車庫と一番ホームの古レールが南九州近代化産業遺産群の物資輸送関連遺産の1つとして選ばれる。
- 2009年（平成21年）
  - 4月1日：くま川鉄道の駅が人吉温泉駅へ改称。
  - 4月25日：2005年（平成17年）58654「SLあそBOY」が運転終了。2009年（平成21年）4月25日に機関車を復元される。これに伴い客車をリニューアルされ、「SL人吉」運転開始。
- 2010年（平成22年）7月21日：整備されていた人吉駅前広場が新たに完成。東側広場に、名物のからくり時計が中央に移設される。
- 2013年（平成25年）：構内跨線橋を廃止、構内踏切を設置[11]。
- 2014年（平成26年）：構内跨線橋を撤去[11]。
- 2016年（平成28年）3月26日：特急「九州横断特急」の人吉発着便及び特急「くまがわ」が廃止され、優等列車の乗り入れがなくなり、普通・快速列車のみとなる[3]。
- 2017年（平成29年）3月4日：特急（D&S列車）「かわせみ やませみ」が運転開始[4]。
- 2018年（平成30年）3月17日：鹿児島本線直通の快速列車が廃止[5]。
- 2020年（令和2年）7月4日：令和2年7月豪雨の影響によりJR九州、くま川鉄道ともに営業休止[12][13]。

### 駅名の由来
開業時の地名（球磨郡人吉町）が由来。周辺に日当たりの良い盆地が多く、古くは「日豊（ひとよし）」と読まれていたものが「人吉」に転化した。

## 駅構造

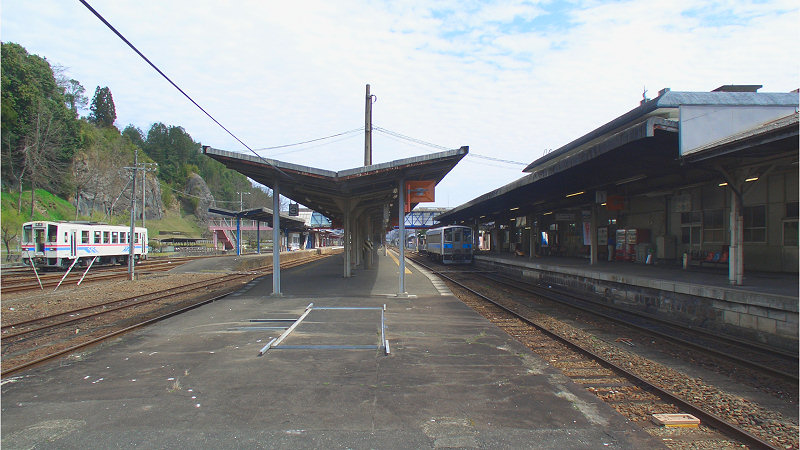
2・3番のりばから見た構内
左側の4・5番のりばがくま川鉄道のホーム

駅本屋に直結した単式ホーム1面1線と島式ホーム2面4線の、3面5線のホームを有する地上駅。JR九州は駅本屋寄りの2面3線を使用し、くま川鉄道は駅本屋から最も遠い1面2線を使う。
各ホーム間の移動には従来から跨線橋が使用されてきたが、跨線橋の老朽化とバリアフリー化のため、2013年に跨線橋を閉鎖した上で跨線橋の手前に新たに構内踏切を設置した。くま川鉄道へは、新設した構内踏切で連絡しているほか、駅横から直接ホームに入場可能な跨線橋を兼ねた自由通路が利用できる。
八代側に車両基地があり、日本国内で現役唯一の石造車庫（旧人吉機関区、後身の人吉鉄道事業部は2005年（平成17年）3月に熊本鉄道事業部へ統合）があり、現在も車両停泊や、SL人吉や普通列車の清掃・給油・洗浄・留置などの役割を果たしている。なお車両停泊については2016年3月までキハ185系2-3両編成が夜間に入庫していたが、特急列車の運行見直しにより、定期列車の機関庫内での車両停泊の設定はなく、1番のりばに普通列車1両編成1本が停泊する。2018年3月のダイヤ改正までは普通列車2本が縦列停車していた。車両基地内へ入庫する際には、いったん八代駅方の引上線に入線し、折り返して入庫する。引上線が4両分の長さしかないため、5両編成以上の車両は直接入庫できない。車両基地にはたくさんの線路が敷かれているが、現在使用されているのはその中のごく一部となっている。なお、ホームにはかつての特急「おおよど」の号車案内が残っている。
JR九州の駅は直営駅で、みどりの窓口が設置されている。なお肥薩線で起終点の八代駅・隼人駅を除けば、出改札業務も直営で行う直営駅は当駅のみである（起終点を含めると隼人駅も直営駅）。また自動券売機(ICカード非対応)が1台設置されている。JR九州の駅本屋には待合室(コインロッカー有)、キヨスク、観光案内所が設置されている。駅本屋東側にはくま川鉄道のりば・駅裏手へつながる自由通路とくま鉄ゲストハウスが設置されている。くま川鉄道はホーム上に自動券売機1台と窓口が設置されている。駅に設置された自動販売機の一部はICカードに対応している。

### のりば
| のりば | 路線    | 方向 | 行先                   | 備考                              |
| ------ | ------- | ---- | ---------------------- | --------------------------------- |
| 1      | ■肥薩線 | 上り | 八代・新八代・熊本方面 | 一部2・3番のりばから発車          |
| 2・3   | ■肥薩線 | 下り | 吉松・隼人方面         | 八代方面からの直通は3番のりばのみ |
| 4・5   | ■湯前線 | -    | あさぎり・湯前方面     |                                   |

付記事項
- 八代駅方面からの列車は1番のりばと3番のりばに入線が可能で、吉松駅方面へは2番のりば及び3番のりばから出発が可能。また吉松駅方面からの列車は1番のりばと2番のりばに入線が可能で、八代駅方面へは1-3番のりばすべてから出発できる。湯前方面へは3-5番のりばから出発が可能になっている。

- 近年、吉松駅方面から人吉駅を直通し、八代駅方面へ向かう列車が設定されていなかったため、吉松駅方面から人吉駅1番のりばへ入線する列車は定期列車では存在しなかったが、2016年（平成28年）3月のダイヤ改正より、吉松駅から八代駅への直通列車が運転されるようになり、吉松駅方から直接1番のりばへと乗り入れる列車が復活している。

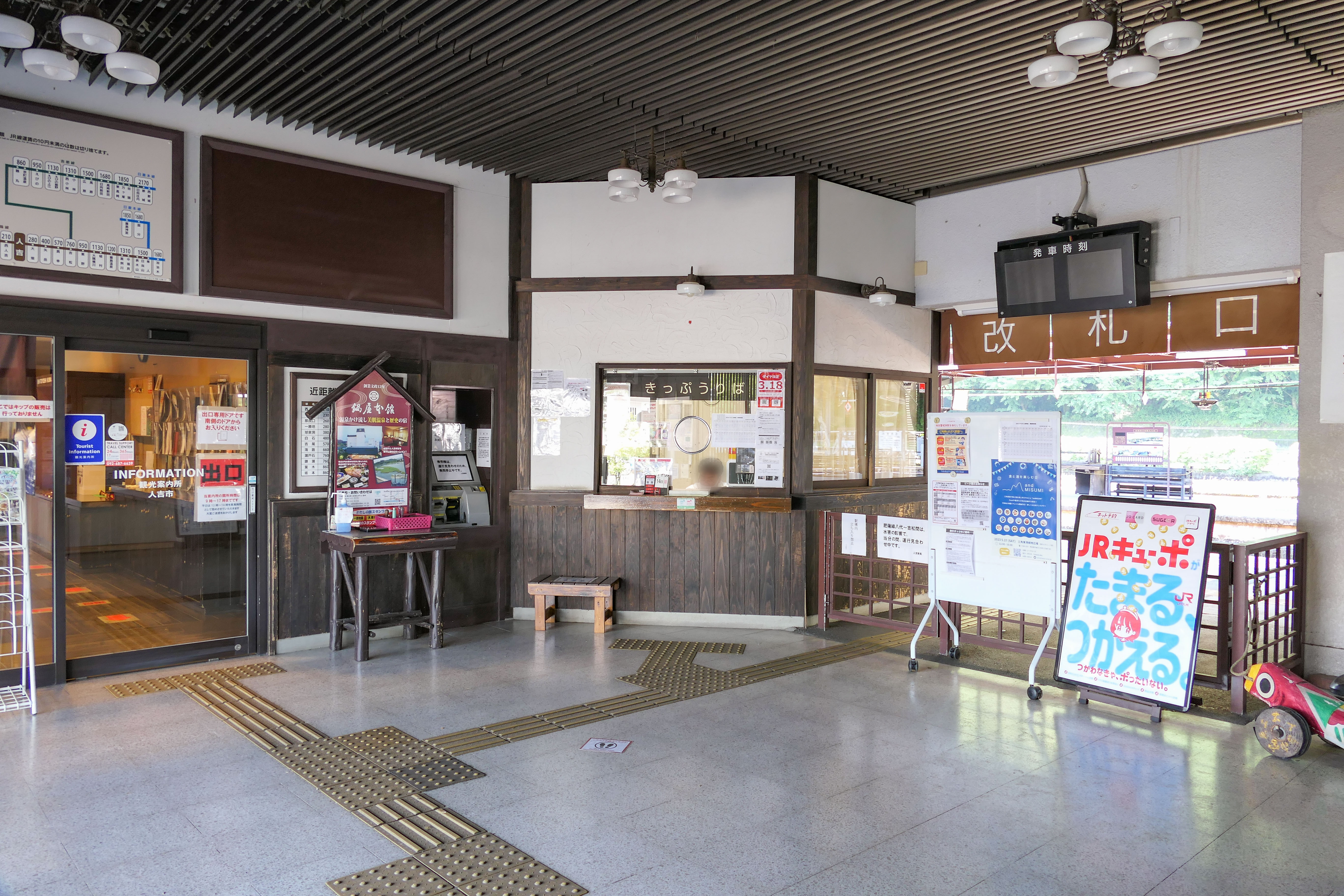
駅改札口（2023年5月）
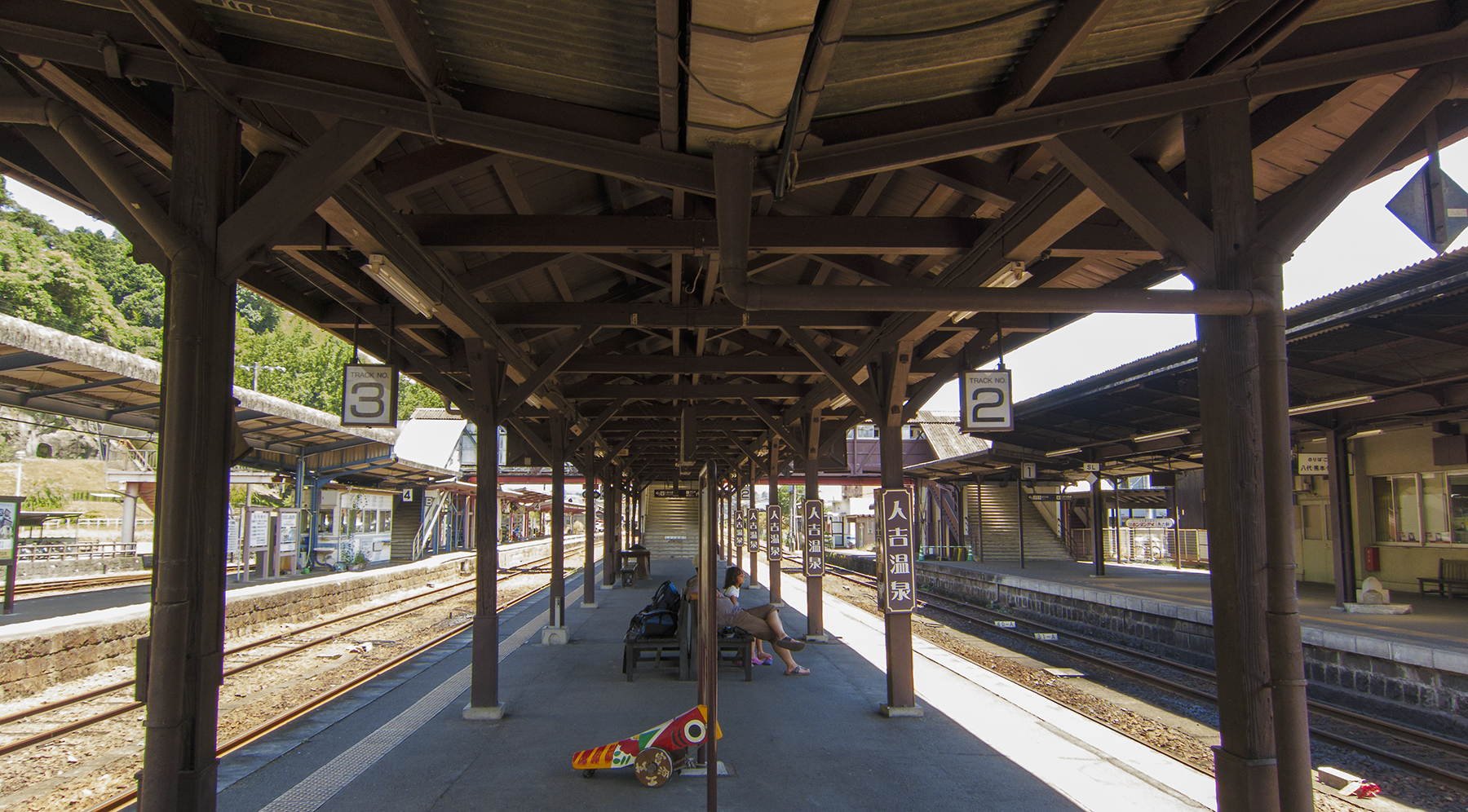
JR2,3番線ホーム（2012年8月）
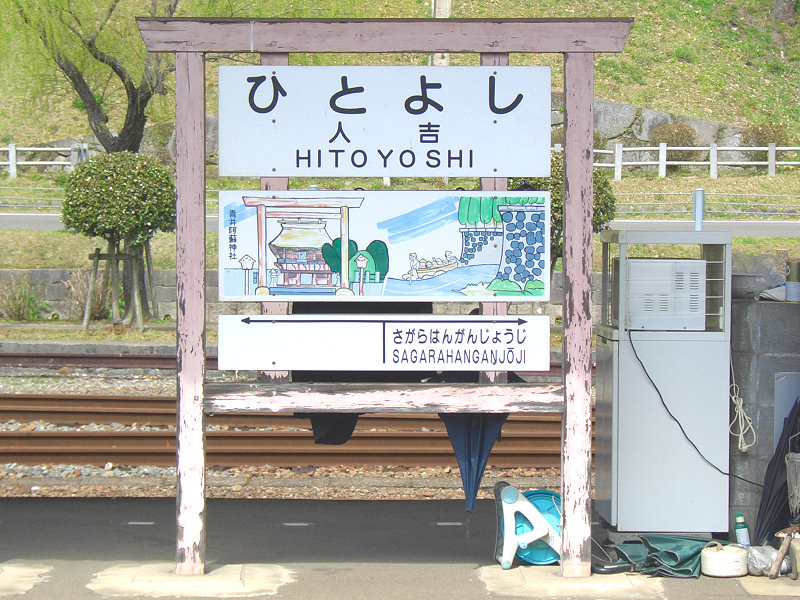
くま川鉄道の駅名標（改名前） 青井阿蘇神社・球磨川下り・人吉城が描かれている
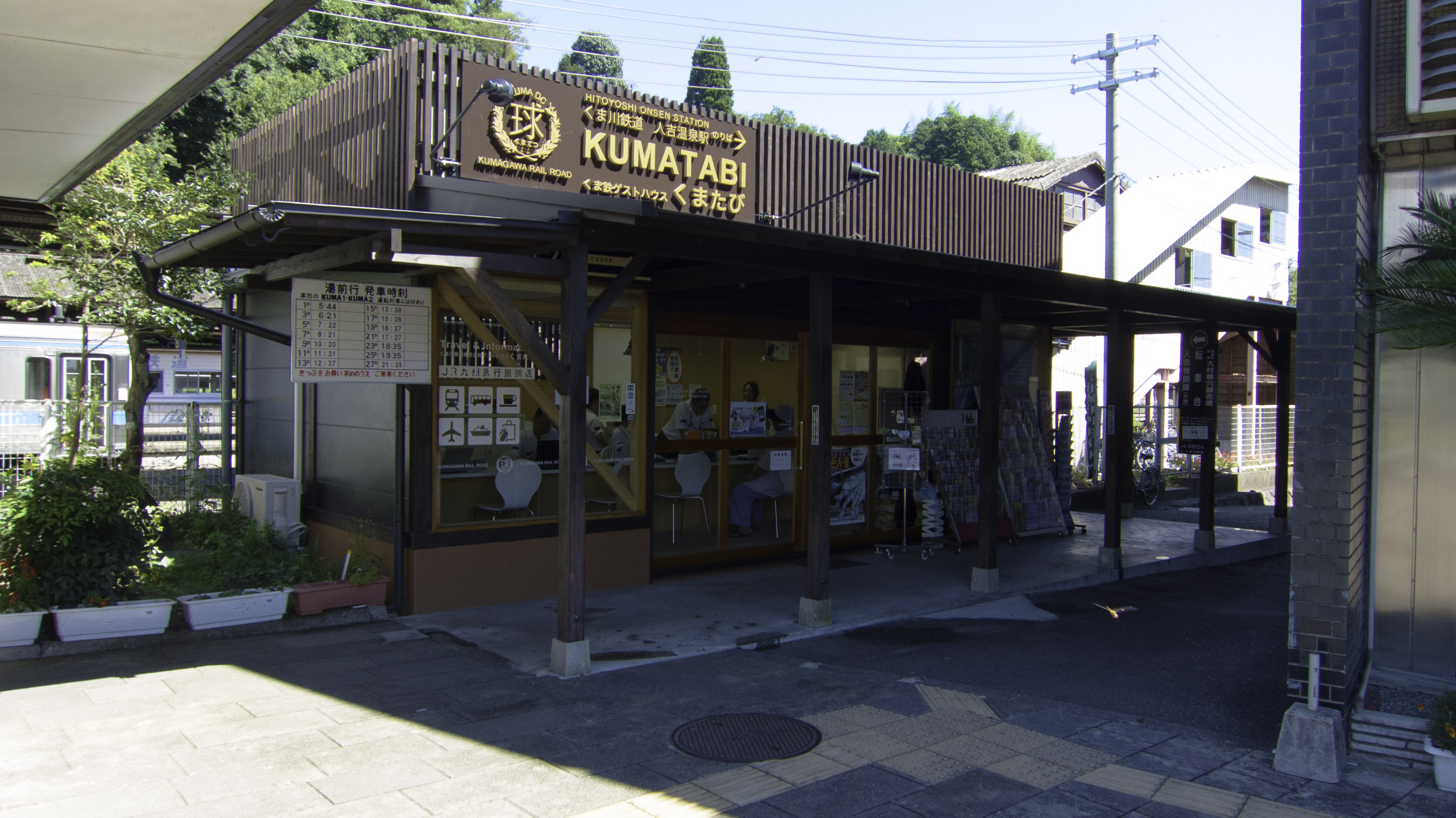
現在のくま川鉄道人吉温泉駅入口付近
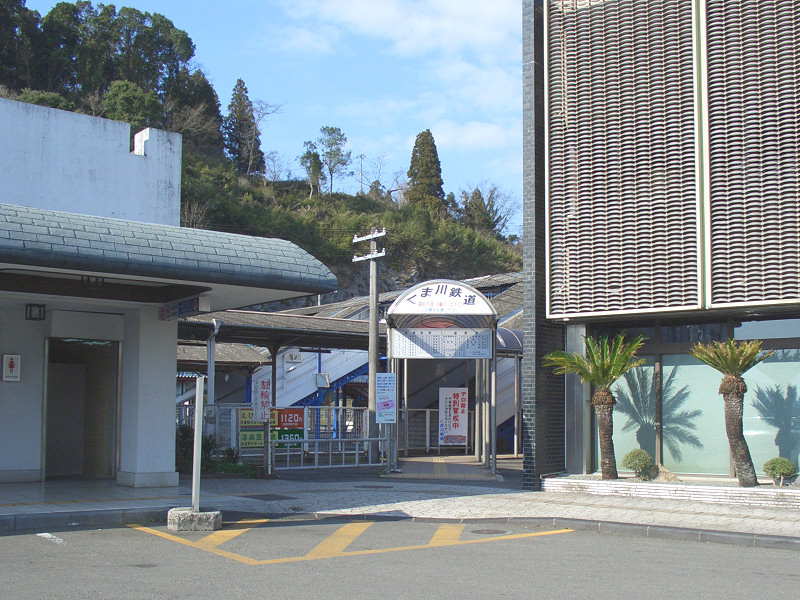
くま川鉄道入口、くま鉄ゲストハウス設置前 JR駅舎と駅弁店の間に挟まれている
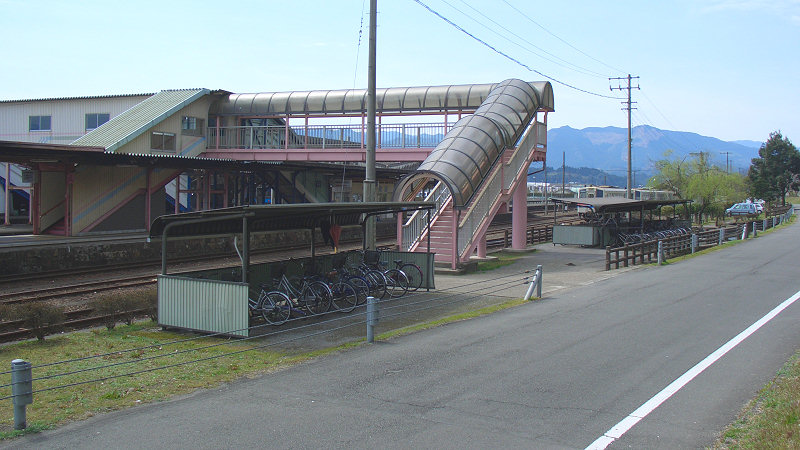
くま川鉄道城本側入口 自由通路を兼ねており駅舎側に出ることができる
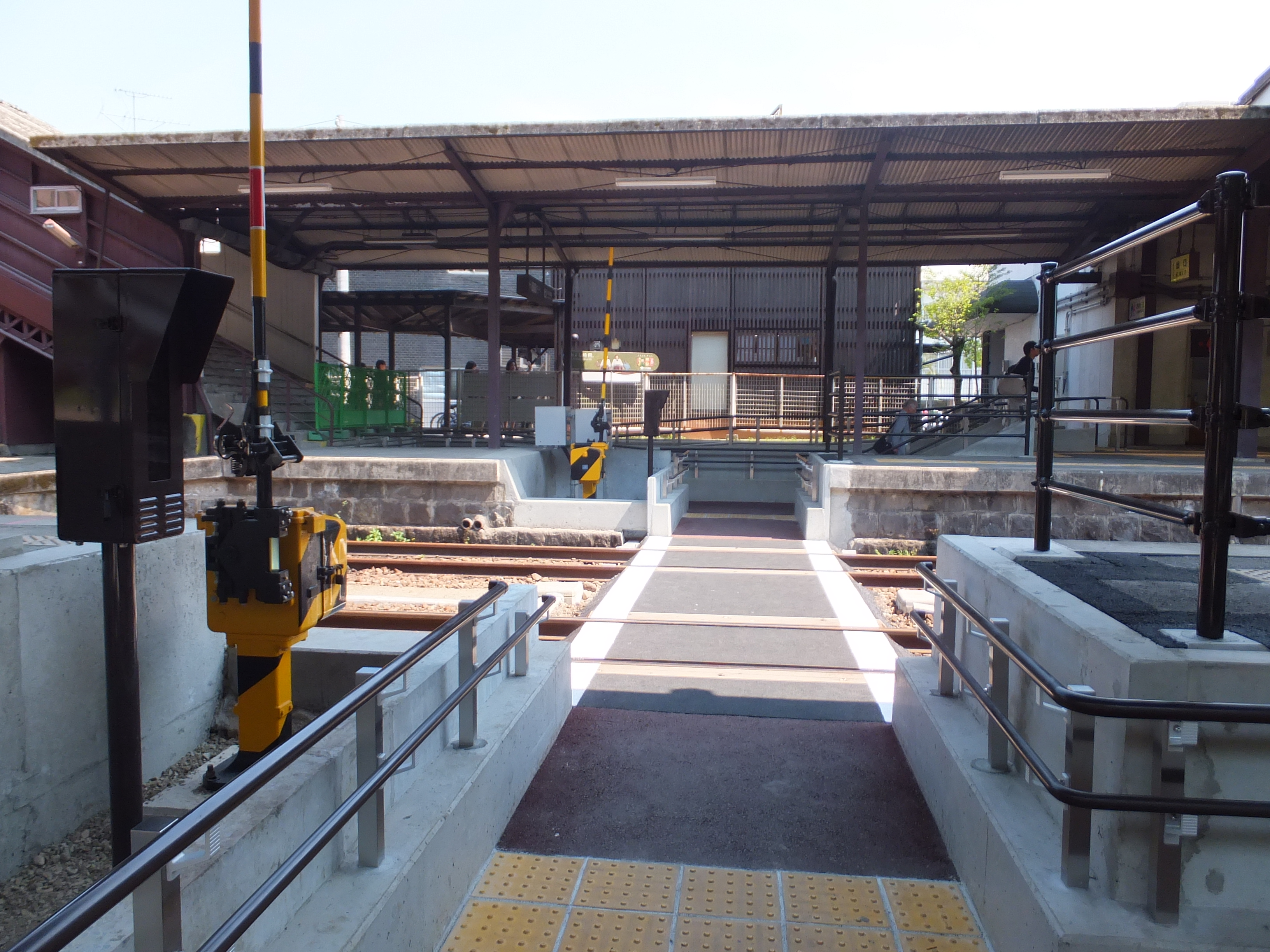
新設された構内踏切（手前が2・3番のりば） 2013年5月時点
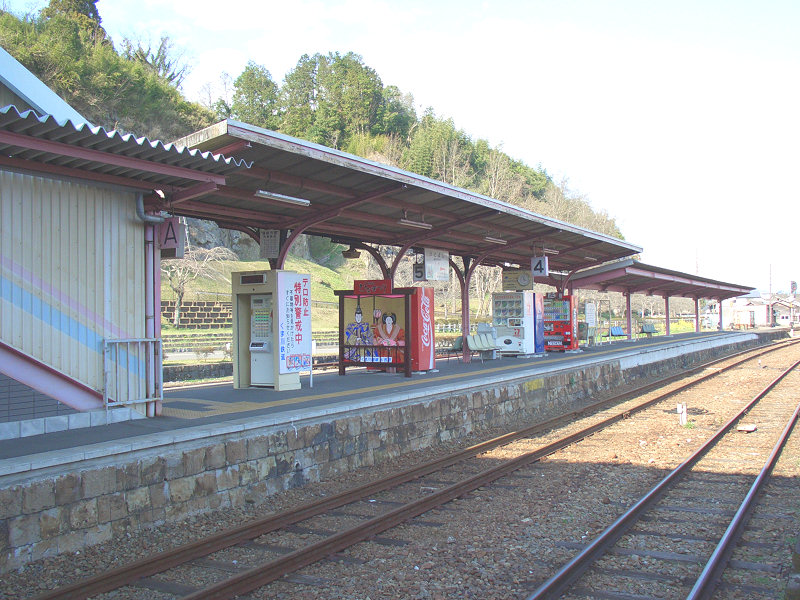
くま川鉄道の4・5番のりば
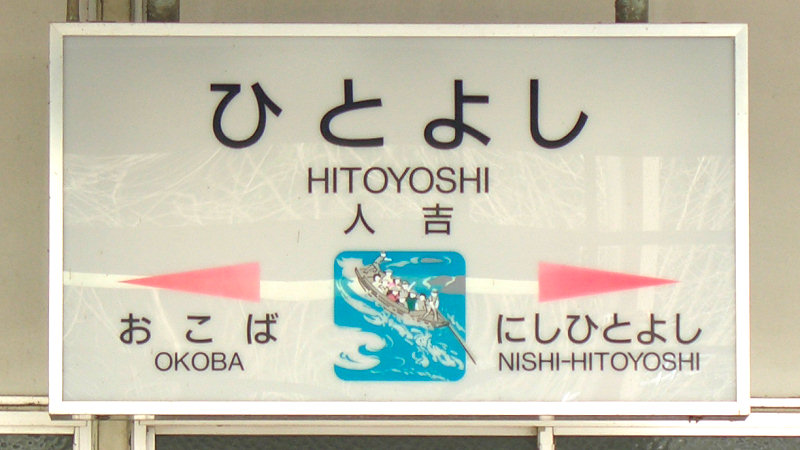
JRの駅名標 球磨川下りが描かれている
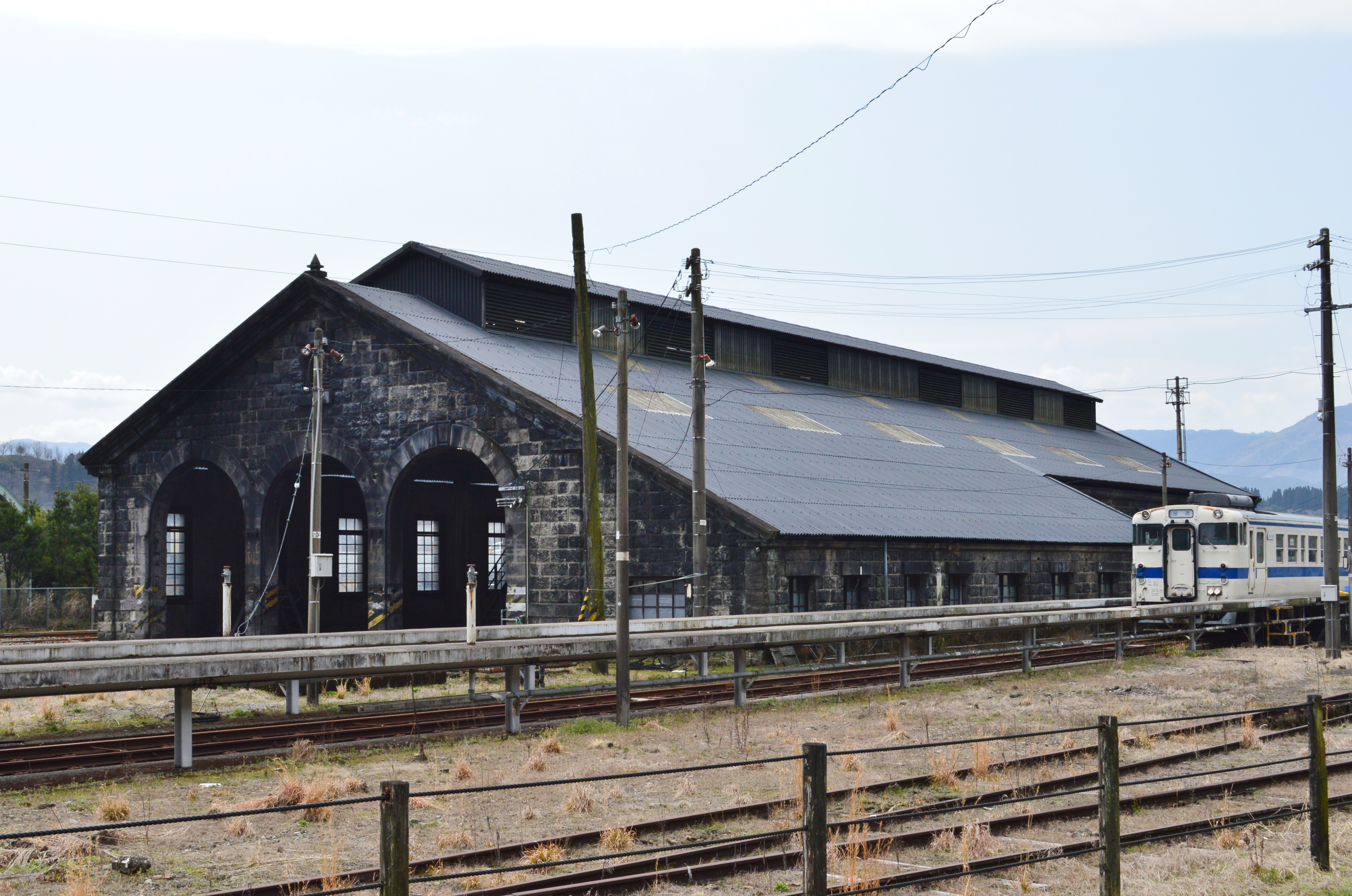
JRの石造機関庫
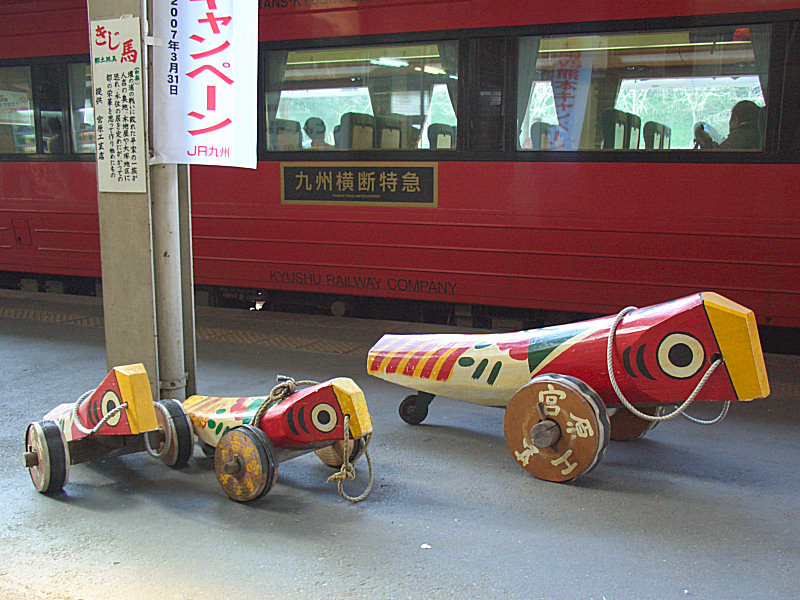
JRの1番のりばに置かれているきじ馬
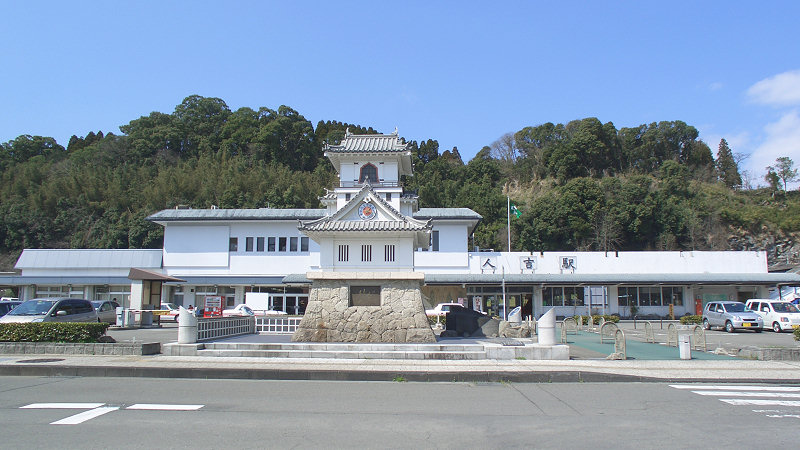
人吉駅前広場工事着工前の駅前広場
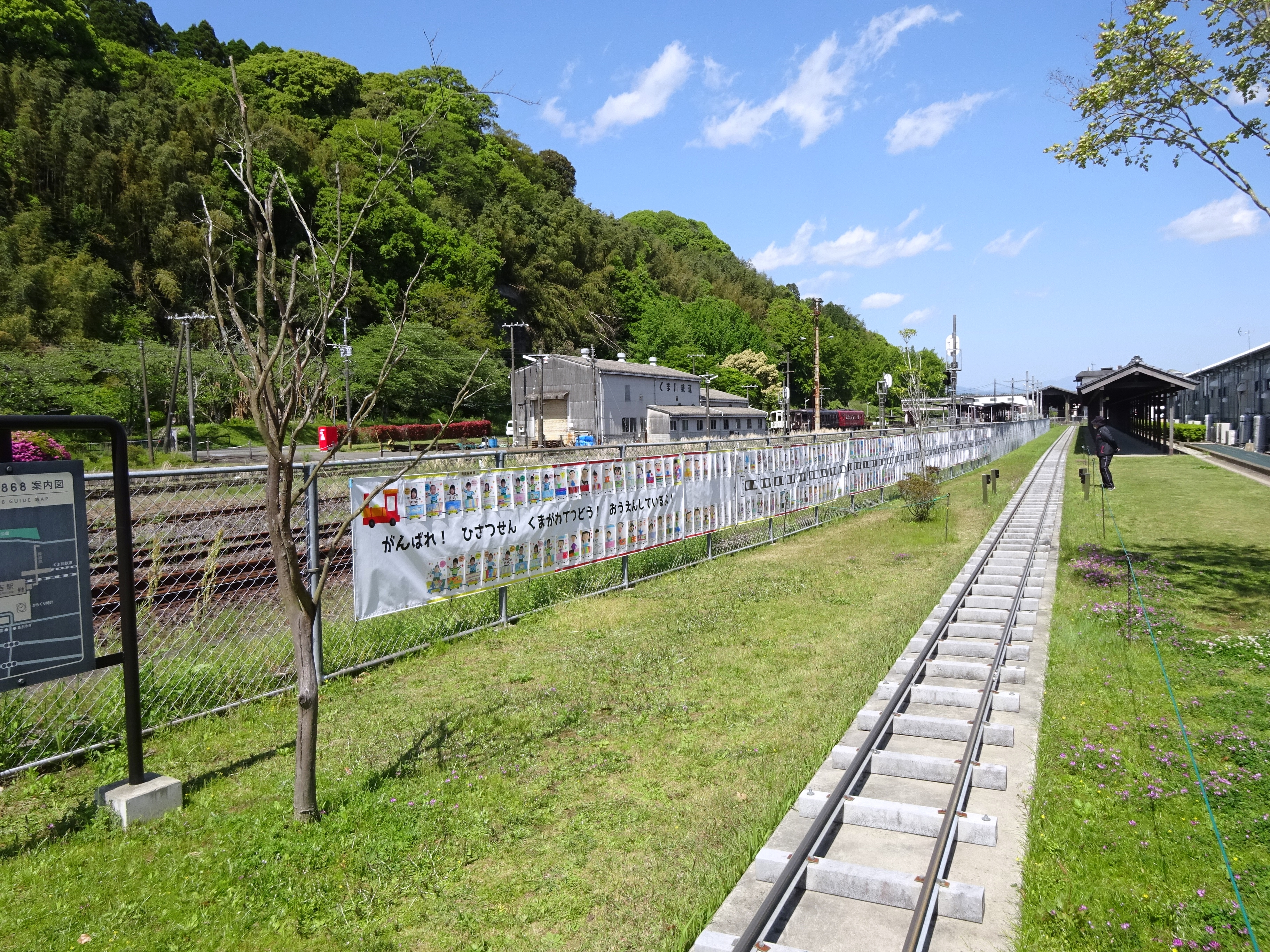
人吉駅構内の小型遊覧鉄道

## 利用状況
JR九州
2017年（平成29年）度の1日平均乗車人員は347人であり、JR九州の駅としては第289位である。
近年の1日平均乗車人員は下表のとおりである。
| 年度               | 1日平均 乗車人員 |
| ------------------ | ---------------- |
| 2017年（平成29年） | 347              |

くま川鉄道
2019年度の乗車人員は一日平均496人である。
当駅は、くま川鉄道の駅では利用者が一番多い。
近年の一日平均乗車人員の推移は下記のとおり。
| 年度   | くま川鉄道       | くま川鉄道       |
| 年度   | 1日平均 乗車人員 | 1日平均 乗降人員 |
| ------ | ---------------- | ---------------- |
| 2003年 | 536              |                  |
| 2004年 | 564              |                  |
| 2005年 | 564              |                  |
| 2006年 | 526              |                  |
| 2007年 | 499              |                  |
| 2008年 | 511              |                  |
| 2009年 | 510              |                  |
| 2010年 | 504              |                  |
| 2011年 | 464              | 904              |
| 2012年 | 503              | 960              |
| 2013年 | 476              | 925              |
| 2014年 | 457              | 873              |
| 2015年 | 455              | 894              |
| 2016年 | 423              | 894              |
| 2017年 | 495              | 807              |
| 2018年 | 528              | 1,015            |
| 2019年 | 496              | 953              |

## 駅弁

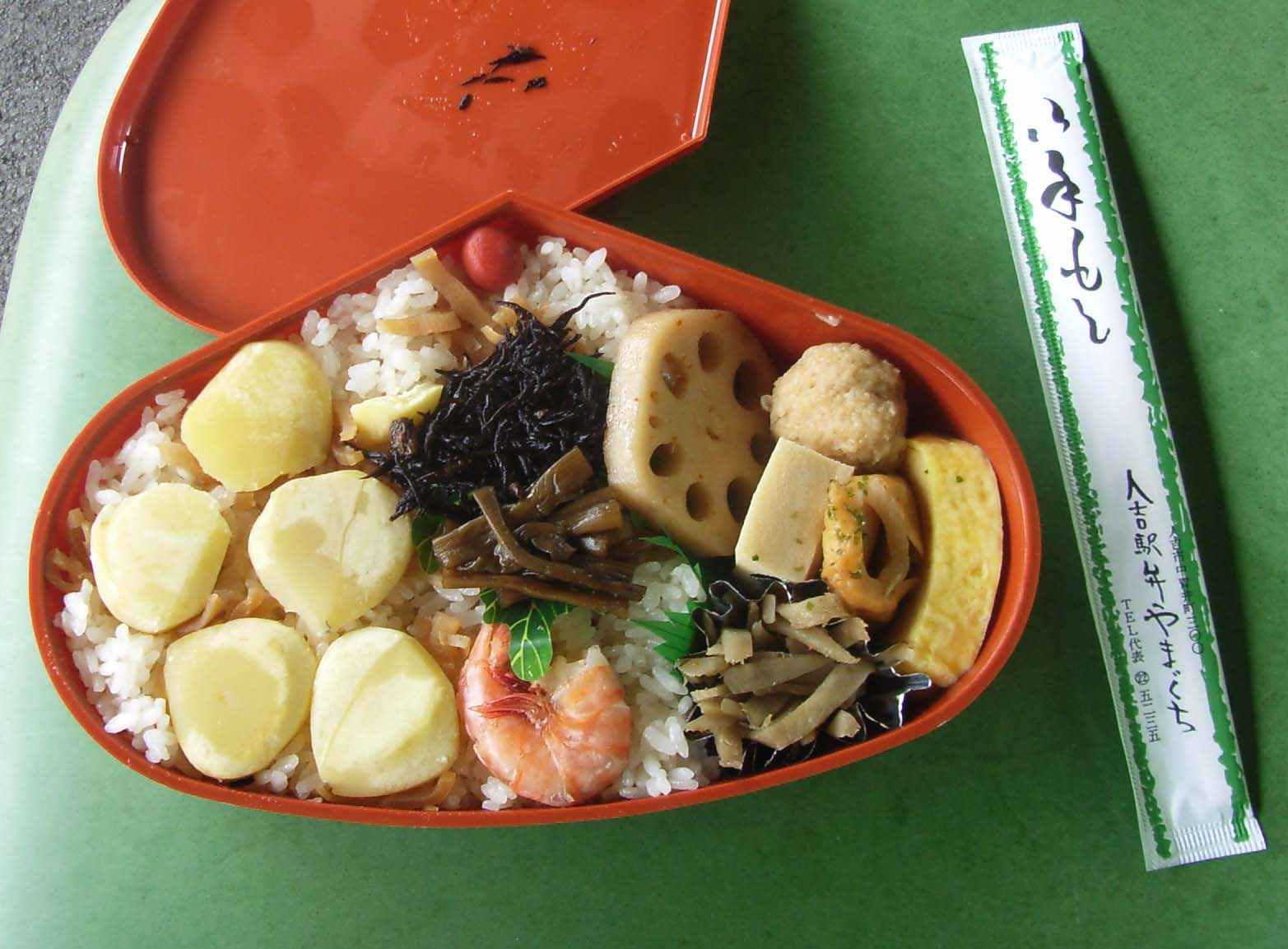
栗めし

「人吉駅弁やまぐち」という業者が調製・販売している。全国的にも珍しくなった駅弁の立ち売りが行われている（特急・観光列車停車時のみ）。主な駅弁は下記の通り。
- 栗おこわ
- 栗めし - 人吉駅弁やまぐち製造[18]。1965年誕生[18]。2015年（平成27年）3月6日の「第11回九州駅弁グランプリ決勝大会」で第9位になった[19]。2020年7月からの肥薩線の長期運休に伴い、2022年6月28日から熊本駅での販売を開始した[18]。
- 鮎ずし

## 駅周辺
人吉市街地の中央に位置し、背後には村山台地が広がる。駅前には熊本県道188号線が駅正面にからまっすぐに伸びている。この県道は途中に市道を挟んだ後に鹿児島県伊佐市方面への国道267号線につながり、国道219号線と接続する。駅南側に球磨川が流れており、南東側に中心市街地である九日町が、駅南西側に国宝の青井阿蘇神社がある。駅前には城の形をしたからくり時計があり、ホテルや土産物店が軒を連ねる。また、駅西側にはロータリーと産交バスとやまえ乗合バスの人吉駅前バス停があり、その奥に駐輪場や有料駐車場がある。SL人吉運行開始に伴い駅前の整備が行われ、からくり時計の移動や駅西側(旧バラ園)への駐車場の移設が行われた。また、駅西側の有料駐車場奥に「人吉鉄道ミュージアムMOZOCA（モゾカ）ステーション868」が2015年5月30日にオープンした。施設は木造2階建てで駅を結ぶミニトレインが設置されている。屋上からは人吉駅や人吉機関庫が一望できる。。
駅至近（北側）

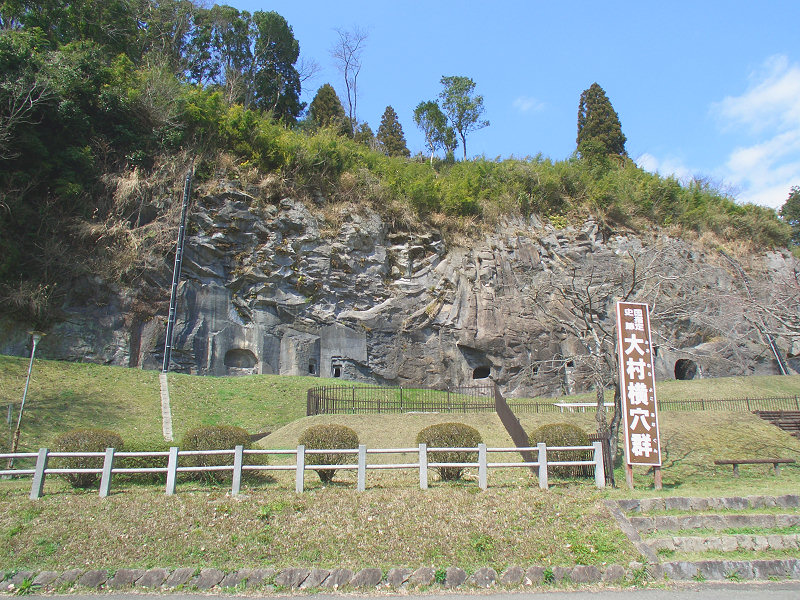
大村横穴群

- 大村横穴群 - 国指定史跡。古墳時代後期（6世紀 - 7世紀代）の横穴墓群。20数基からなり、うち8基に浮彫による装飾がある。
- 人吉城本簡易郵便局
- 人吉市立人吉西小学校
- 熊本県立球磨工業高等学校
- 村山公園
- 人吉市立第二中学校
- 人吉測候所

駅至近（南側）から球磨川まで
- くま川鉄道本社
- 人吉郵便局
- 青井阿蘇神社
- 人吉産交（バスセンター）
- 人吉温泉
- 球磨川下り清流コース発船場

球磨川から南側
- 人吉城址
- 人吉市役所
- 人吉市立第一中学校
- 永国寺

## バス路線
| 運行事業者                   | 路線名                                            | 行先                                                                                                   | 備考                                                                                          |
| ---------------------------- | ------------------------------------------------- | --- | --------------------------------------------------------------------------------------------- |
| 産交バス                     | -                                                 | 人吉産交行き                                                                                           |                                                                                               |
| 産交バス                     | 五木線                                            | 頭地（人吉電力所前・相良村役場前・五木役場前経由）                                                     |                                                                                               |
| 産交バス                     | 五木線                                            | 上田代（相良）（川村駅入口・相良村役場・茶湯里温泉経由）                                               | 第一便は「茶湯里温泉」経由せず                                                                |
| 産交バス                     | 湯前線                                            | 湯の前駅前（木上小学校前・あさぎり駅前・球磨支援学校経由）                                             |                                                                                               |
| 産交バス                     | 湯前線                                            | 湯の前駅前（木上小学校前・あさぎり駅前・下多良木経由）                                                 |                                                                                               |
| 産交バス                     | 市房登山口線                                      | 市房登山口（人吉医療センター・球磨中央高校前・あさぎり駅前・球磨支援学校・湯の前駅前・水上村役場経由） | 「人吉医療センター」経由便は平日のみ運行                                                      |
| 産交バス                     | 市房登山口線                                      | 市房登山口（人吉医療センター・球磨中央高校前・あさぎり駅前・下多良木・湯の前駅前・水上村役場経由）     | 「人吉医療センター」経由便は平日のみ運行                                                      |
| 産交バス                     | 多良木線                                          | 多良木駅前（木上小学校前・あさぎり駅前・球磨支援学校経由）                                             |                                                                                               |
| 産交バス                     | 多良木線                                          | 多良木駅前（木上小学校前・あさぎり駅前・下多良木経由）                                                 |                                                                                               |
| 産交バス                     | 多良木線                                          | 多良木駅前（人吉医療センター・球磨中央高校前・あさぎり駅前・球磨支援学校役場経由）                     | 「人吉医療センター」経由便は平日のみ運行                                                      |
| 産交バス                     | 多良木線                                          | 多良木駅前（人吉医療センター・球磨中央高校前・あさぎり駅前・下多良木役場経由）                         | 「人吉医療センター」経由便は平日のみ運行                                                      |
| 産交バス                     | 石水寺線                                          | 石水寺入口（人吉市役所・人吉医療センター・カルチャーパレス前・西人吉駅前経由）                         | 「人吉市役所」「人吉医療センター」経由便は平日のみ運行                                        |
| 産交バス                     | 石水寺線                                          | 石水寺入口（人吉市役所・人吉医療センター・カルチャーパレス前・中神経由）                               | 「人吉市役所」「人吉医療センター」経由便は平日のみ運行                                        |
| 産交バス                     | 人吉インター線 ＜人吉周遊バス（じゅぐりっと号）＞ | 人吉ＩＣ乗降口前（永国寺前・人吉医療センター・鬼木町経由）                                             | 「人吉市役所」・「人吉医療センター」経由便は平日のみ運行 一部「球磨川下り発船場前」経由便あり |
| 産交バス                     | 大柿線 （まめバス）                               | 涼水戸温泉前（人吉医療センター・人吉産交・カルチャーパレス前・瓜生田経由）                             | ※火曜・金曜運行                                                                               |
| 産交バス                     | 小柿線 （まめバス）                               | 小柿公民館前（人吉医療センター・矢黒町・西瀬団地前経由）                                               | ※火曜・金曜運行                                                                               |
| 産交バス                     | 七地線 （まめバス）                               | 南町・浪床町・七地町方面循環                                                                           | ※月曜・木曜運行                                                                               |
| 産交バス                     | 上原田線 （まめバス）                             | 尾曲（人吉医療センター前・瓦屋町・上林町・上原町内会館前経由）                                         | ※月曜・木曜運行                                                                               |
| 人吉市予約型乗合タクシー     | 西間経由田野線                                    | 田野車庫（西間・古仏頂・大塚経由）                                                                     | 事前予約制、いずれも「人吉産交」起終点路線                                                    |
| 人吉市予約型乗合タクシー     | 東間経由田野線                                    | 田野車庫（東間・古仏頂・大塚経由）                                                                     | 事前予約制、いずれも「人吉産交」起終点路線                                                    |
| 人吉市予約型乗合タクシー     | 下田代線                                          | 下田代（南町・蟹作・漆田・大畑小学校前経由）                                                           | 事前予約制、いずれも「人吉産交」起終点路線                                                    |
| 人吉市予約型乗合タクシー     | 鹿目線                                            | 鹿目（西瀬橋経由）                                                                                     | 事前予約制、いずれも「人吉産交」起終点路線                                                    |
| 人吉市予約型乗合タクシー     | 山江温泉線                                        | 山江温泉センター（上合の原経由）                                                                       | 事前予約制、いずれも「人吉産交」起終点路線                                                    |
| 人吉市予約型乗合タクシー     | 矢岳線                                            | 矢岳駅・ 四ツ谷（西間・蓑野・大野経由）                                                                | 事前予約制、いずれも「人吉産交」起終点路線                                                    |
| やまえ乗合バス「まるおか号」 | 山田線                                            | 山田地区（一丸・萩方面）                                                                               | 事前予約制、いずれも「人吉産交」起終点路線                                                    |
| やまえ乗合バス「まるおか号」 | 万江号                                            | 万江地区（柚木川内・合子俣方面）                                                                       | 事前予約制、いずれも「人吉産交」起終点路線                                                    |
| やまえ乗合バス「まるおか号」 | 山江号                                            | 山田地区経由万江地区（柚木川内・合子俣方面）行き                                                       | 事前予約制、いずれも「人吉産交」起終点路線                                                    |
| やまえ乗合バス「まるおか号」 | 山江号                                            | 万江地区経由山田地区（萩・一丸）行き                                                                   | 事前予約制、いずれも「人吉産交」起終点路線                                                    |
| つばめ交通                   | つばめエアポートライナー                          | 鹿児島空港                                                                                             | 事前予約制                                                                                    |

## その他
- 当駅はアニメ『夏目友人帳』の舞台としても知られ、駅本屋やくま川鉄道の車両等がアニメ内で再現されている。また観光案内所内には人吉・球磨地方に点在する作品の舞台の探訪マップやグッズ・ポスターなどが置かれている（グッズ・ポスターは非売品だが、グッズ販売店やUFOキャッチャーなどの情報もある）。この他、肥薩線内では八代駅、瀬戸石駅や大畑駅も舞台となっている。

## 隣の駅
※肥薩線の特急「いさぶろう・しんぺい」「かわせみ やませみ」・臨時快速「SL人吉」の隣の停車駅は各列車記事を参照のこと。なお、「いさぶろう・しんぺい」は当駅から大畑方は普通列車扱いとなり、「かわせみ・やませみ」「SL人吉」は当駅発着となる。
九州旅客鉄道（JR九州）
■肥薩線
西人吉駅 - 人吉駅 - 大畑駅
くま川鉄道
■湯前線
人吉温泉駅（1） - 相良藩願成寺駅（2）